# كوفاريو
كوفاريو (بالإنجليزية: Covario)‏ هي وكالة أمريكية لتسويق البحث وشركة تكنولوجيا مقرها في سان دييغو، كاليفورنيا. تخصصت الشركة في خدمات التسويق عبر محركات البحث الدولية وقدمت أدوات برمجية لتحسين محركات البحث، والبحث المدفوع، والتسويق عبر وسائل التواصل الاجتماعي، والتحليلات، وتحسين البحث المحلي. تضمنت قاعدة عملائها التكنولوجيا، والإلكترونيات الاستهلاكية، والخدمات المالية، وتجارة التجزئة، والتجارة الإلكترونية، والوسائط، والترفيه، والنشر، ومنظمات السلع الاستهلاكية المعبأة.  استحوذت شبكة دينتسو الدولية على كوفاريو في سبتمبر 2014، ودمجت مع إبروسبكت.

## أدوات
تقوم ريو سيو (بالإنجليزية: Rio SEO)‏ في كوفاريو أدوات برمجية لتحليل وأتمتة مهام التسويق عبر محركات البحث. حصلت شركة كوفاريو على أول براءة اختراع لتحسين محركات البحث، ممنوحة من مكتب براءات الاختراع والعلامات التجارية في الولايات المتحدة، من أجل حل برمجي مركزي قائم على الويب لتحسين محركات البحث.
يشتمل برنامج الشركة على أدوات لتتبع تحليلات تحسين محركات البحث، وأتمتة تحديد الكلمات الرئيسية الشائعة، وتتبع تغييرات تحسين محركات البحث وموقع الويب، وتحسين مواقع الويب تلقائيًا للتجارة الإلكترونية دون الحاجة إلى موارد تكنولوجيا المعلومات. تتضمن الأدوات مجموعة من أدوات تحسين محركات البحث المحلية والمتنقلة لمشغلي الامتياز وتجار التجزئة والشركات المحلية الأخرى، وأدوات الترويج للتسويق عبر وسائل التواصل الاجتماعي. في يناير 2013، أصدرت ريو سيو مجموعة SEO Social Media Suite وSEO Social Advertising، والتي تدمج حلول الإعلانات الاجتماعية في برنامج سيو الخاص بها.